# Guédiawaye FC
Guédiawaye FC là một câu lạc bộ bóng đá Sénégal thành lập vào năm 1993 tại Dakar. Đội hiện đang thi đấu tại Giải bóng đá Ngoại hạng Sénégal. Sân nhà của đội là sân Stade Ibrahima Boye.

## Thành tích
- Giải bóng đá Ngoại hạng Sénégal: 0
- FA Cup Sénégal: 0
- Cúp Liên đoàn bóng đá Sénégal: 1

2014.
- Coupe de l'Assemblée Nationale du Sénégal: 0
- Trophée des Champions du Sénégal: 0
- Siêu cúp Sénégal: 0

## Đội hình hiện tại
Ghi chú: Quốc kỳ chỉ đội tuyển quốc gia được xác định rõ trong điều lệ tư cách FIFA. Các cầu thủ có thể giữ hơn một quốc tịch ngoài FIFA.
| Số | VT | Quốc gia | Cầu thủ                  |
| -- | -- | -------- | ------------------------ |
| —  | TV | Sénégal  | Ibrahima Birame Coundoul |

| Số | VT | Quốc gia | Cầu thủ         |
| -- | -- | -------- | --------------- |
| —  | TV | Sénégal  | Abdoulaye Dieng |